# کارپینتی
کارپینتی (به ایتالیایی: Carpineti) یک کومونه در ایتالیا است که در استان رجو امیلیا واقع شده‌است.

## خصوصیات
کارپینتی ۸۹٫۶ کیلومترمربع مساحت و ۴٬۲۵۷ نفر جمعیت دارد و ۵۶۲ متر بالاتر از سطح دریا واقع شده‌است.